# کلی کلارک
کلی کلارک (انگلیسی: Kelly Clark؛ زادهٔ ۲۶ ژوئیهٔ ۱۹۸۳) اسنوبردسوار اهل ایالات متحده آمریکا است.
وی در مسابقات کشوری و بین‌المللی در مجموع برندهٔ ۱۰ مدال طلا، ۹ مدال نقره، ۳ مدال برنز شده‌است.

## جوایز و افتخارات
در سال ۲۰۱۵، کلارک جایزه بهترین ورزشکار اکشن ورزشی زن ایی اس پی وای را دریافت کرد.